# نيك هربرت (كاتب)
نيك هربرت (بالإنجليزية: Nick Herbert)‏ هو تربوي وفيزيائي وكاتب ومؤلف أمريكي، ولد في 7 سبتمبر 1936 في بيتسبرغ في الولايات المتحدة.